# Niels van Steenis
Niels Henning van Steenis (født 3. november 1969 i Groningen) er en hollandsk tidligere roer og olympisk guldvinder.
Van Steenis var med i den hollandske otter, der vandt guld ved OL 1996 i Atlanta, første gang nogensinde Holland vandt guld i denne disciplin. Udover van Steenis bestod bådens besætning af Ronald Florijn, Koos Maasdijk, Michiel Bartman, Henk-Jan Zwolle, Nico Rienks, Niels van der Zwan, Diederik Simon og styrmand Jeroen Duyster. Hollænderne vandt sikkert deres indledende heat, og i finalen var de næsten to sekunder foran Tyskland og tre sekunder foran Rusland, der fik henholdsvis sølv og bronze.

## OL-medaljer
- 1996:  Guld i otter